# Astomaspis sulcator
Astomaspis sulcator là một loài tò vò trong họ Ichneumonidae.